# どきどき姉弟ライフ
『どきどき姉弟ライフ』（どきどきしていライフ）は、後藤羽矢子による日本の4コマ漫画。
竹書房の雑誌『まんがライフ』（月刊）にて、1999年12月号にゲスト掲載。その後、同誌で2000年2月号から2003年5月号までゲスト含め計40話、『まんがライフオリジナル』（月刊）にて、2000年9月号から2003年4月号まで計33話、それぞれ連載された。
後藤羽矢子の4コマ作家としての連載デビュー作で、出世作。青年男性読者層をターゲットとした『ラブコメ系萌え4コマ漫画』の元祖とも言える作品である(この作品が登場する以前のラブコメ系4コマは主に女性読者層をターゲットとした少女漫画系のものが主流であった)。

## 概要
義理の弟のことを1人の男性として好きになってしまった女性を、笑いあり涙ありで描く恋物語。いわゆる「ストーリー4コマ」に属する作品で、ラブコメディーのようなストーリーが展開する。
『まんがライフ』での「本編」では主人公の2人が親元を離れて同棲を始めてから、『まんがライフオリジナル』での「高校編」では2人とも親元で同じ高校（静岡県立文楽高等学校：架空）に通っていた頃、という異なる時期のエピソードが同時進行で連載されていたのも、この作品の特徴である。
これは竹書房から2誌連載を持ちかけられた時に「ストーリーが2誌にまたがるとややこしくなる」という理由で時間軸を別にしたものであるが、本編が連載後半以降緊迫した展開になった時に、高校編は従来のほのぼのとした雰囲気を維持出来、上手く棲み分けが出来たという効果もあった。

## 主な登場人物
川澄あゆこ（かわずみ あゆこ）
本編の主人公。静岡県出身で、東京の広告代理店勤務。父親の再婚相手の連れ子である義弟のことが大好きで、それは「家族愛」のレベルを超えている。義弟なので、恋愛も自由で、法律上結婚も自由（民法734条）なのだが、弟は自分のことを実姉だと思っているので、その感情を押し殺して過ごしている。わがままで、感情のままに動くところがあるので、いつも弟に迷惑をかけているが、時として姉らしく弟を助けることもある。
川澄くまお（かわずみ くまお）
あゆこの義理の弟。東京の動物の専門学校に通うようになってからは、あゆこと同棲することになった。幼い頃に水疱瘡を悪化させて高熱を出し、病院に送られてからはそれ以前の記憶が無い。そのため、父親と姉に血のつながりが無いことを知らない。わがままな姉には振り回されているが、あまり嫌でもないらしい。なぜか動物に好かれ、動物を意のままに操ることができる。朴訥とした風貌で決してイケメンではないが、温厚で紳士的な性格のため女性からの人気も高い。
山岸やよい（やまぎし やよい）
あゆこが勤務する広告代理店の先輩。あゆこが弟のことを好きだと知ってからは、好奇の目で成り行きを見守っている。時として、2人の仲を進展させるために「悪巧み」を企むこともある。
山岸睦月（やまぎし むつき）
やよいの弟で、大学生。やよいにあゆこを紹介してもらい、あゆこがくまおのことを好きであるというのを承知の上で、付き合ってもらえるよう申し込んできた男。のちにくまおの親友にもなる。
石田みちる（いしだ みちる）
くまおの同級生。人間嫌いで、予期しない人と接触すると体が震え出してしまう。くまおとは仲がいいようで、あゆこにも心を許すようになる。酒乱の気がある。
川澄のりお（かわずみ のりお）
あゆこの実の父親で、設計士。あゆこが4歳の時に妻に先立たれ、その4年後にくまおの実母と結婚。ムードを大事にする男で、感情が高ぶった時には心に流れるメロディーを口ずさみ始める。
川澄まさえ（かわずみ まさえ）
くまおの実の母親。前の夫とは離婚し、のりおとは仕事の関係で知り合った。旧姓「キムラ」。外見はぼんやりしていそうな雰囲気だが、実はしっかり者。いわゆる「ツッコミ役」のキャラクター。
鳥海（川澄）そらこ（とりうみ そらこ）
あゆこの実の母親。のりおは、コロッケ屋を手伝っていた時の常連客。あゆこが4歳の時に病気で亡くなってしまった。

## 書誌情報

### 単行本
竹書房より「バンブーコミックス」として刊行されている。全4巻完結。
1. 第1巻（2001年6月28日発行） ISBN 4-8124-5520-0 本編1～15話、高校編1～6話を収録
2. 第2巻（2002年3月27日発行） ISBN 4-8124-5621-5 本編16～26話、高校編7～12話を収録
3. 第3巻（2002年12月27日発行） ISBN 4-8124-5743-2 本編27～34話、高校編13～21話を収録
4. 第4巻（2003年8月26日発行） ISBN 4-8124-5837-4 本編35～40話、高校編22～33話を収録

### 同人誌
作者自身が執筆している公式ストーリー。
- そらいろ（2002年5月3日発行） そらことのりおの新婚時代のサイドストーリー。性描写あり。
- あゆくま（2003年5月4日発行） 雑誌での最終回から1ヶ月半後に発行。あゆことくまおの最終回直後のサイドストーリー。性描写あり。